# Кристоф фон дер Пфалц
Кристоф фон дер Пфалц (на немски: Christoph von der Pfalz; * 13 юни 1551; † 14 април 1574 при Моокерхайде, Лимбург) от фамилията Вителсбахи, е принц от Пфалц.

## Живот
Син е на курфюрст Фридрих III фон Пфалц (1515 – 1576) и съпругата му Мария фон Бранденбург-Кулмбах (1519 – 1567), дъщеря на Казимир от Бранденбург-Кулмбах от рода на Хоенцолерните. Най-големият му брат е курфюрст Лудвиг VI (1539 – 1583).
Кристоф е убит на 14 април 1574 г. в битката при Моокер Хайде в Нидерландия между испанската войска и наемната войска на Лудвиг фон Насау-Диленбург и брат му Хайнрих фон Насау-Диленбург, които също са убити.